# Xã Deerfield, Quận Chickasaw, Iowa
Xã Deerfield (tiếng Anh: Deerfield Township) là một xã thuộc quận Chickasaw, tiểu bang Iowa, Hoa Kỳ. Năm 2010, dân số của xã này là 487 người.